# Selección femenina de rugby 7 de Japón
La selección femenina de rugby 7 de Japón  es el equipo femenino en la modalidad de rugby 7 regulado por la Japan Rugby Football Union.

## Palmarés
- Challenger Series: 2022
- Asian Sevens Series: 2008, 2013, 2015, 2016, 2017, 2018, 2019, 2021, 2023
- Juegos Asiáticos: 2018
- Women's Asia-Pacific Championship: 2015
- Seven Femenino de Hong Kong: 2017
- Seven Femenino de Dublín: 2015
- Torneo Preolímpico Asiático: 2015, 2023

## Participación en copas
| - Dubái 2009: 13º puesto - Moscú 2013: 13º puesto - San Francisco 2018: 10º puesto - Ciudad del Cabo 2022: 9º puesto - Río 2016: 10º puesto - Tokio 2020: 12º puesto - París 2024: 9º puesto - Challenger Series 2022: Campeón | - Serie Mundial 12-13: 14º puesto (7 pts) - Serie Mundial 13-14: 11º puesto (14 pts) - Serie Mundial 14-15: no clasificó - Serie Mundial 15-16: 11º puesto (12 pts) - Serie Mundial 16-17: 13º puesto (4 pts) - Serie Mundial 17-18: 11º puesto (10 pts) - Serie Mundial 18-19: 15º puesto (1 pts) - Serie Mundial 19-20: 11º puesto (8 pts) - Serie Mundial 21-22: 17.º puesto (2 pts) - Serie Mundial 22-23: 8.º puesto (40 pts) - SVNS 23-24: 9º puesto - SVNS 24-25: 6º puesto - Guangzhou 2010: 5° puesto - Incheon 2014: 2° puesto - Yakarta 2018: 1° puesto |